# Anup Sridhar
Anup Sridhar (født 11. april 1983 i Bangalore) er en indisk badmintonspiller. Han har ingen større internationale mesterskabs titler, men kvalificerede sig til VM i 2007, hvor han tabte i kvartifinalen mod Lin Dan fra Kina. Sridhar var udtaget til at repræsentere Indien ved sommer-OL 2008, hvor han røg ud i anden runde mod Shoji Sato fra Japan.